# Şirvan-Latifah Çakici
Şirvan-Latifah Çakici Kanbey (heute Şirvan Latifah Cakici Kanbey ; * 7. Oktober 1980 in Troisdorf) ist eine ehemalige deutsche Politikerin (SPD, bis 2010 Die Linke). Sie war von 2007 bis 2011 Mitglied der Bremischen Bürgerschaft.

## Biografie

### Familie
Çakici ist die älteste Tochter eines Lehrers und hat eine türkisch-kurdische Herkunft mit Wurzeln aus Aserbaidschan und Iran. Ihr jüngerer Bruder Abdullah Rezan Cakici (1988) gilt seit Juli 2017 als vermisst.
Der Vater kehrte nach dem Studium mit seiner Tochter 1981 in die Türkei zurück, um dort seinen Militärdienst zu leisten. 1997 nahm die Tochter den Mädchennamen der Mutter an. Çakici wuchs ohne ihre Eltern bei Verwandten und im Internat auf; sie wurde mehrsprachig erzogen. Sie wohnte ab ihrem sechsten Lebensjahr im Ammerland. 2002 zog sie nach Bremen.

### Ausbildung und Beruf
Nach dem Realschulabschluss besuchte Çakici eine Berufsfachschule für Wirtschaft und Informatik; später folgte ihr Fachabitur. Zwischenzeitlich setzte sie ihre Ausbildung bei der Marine in Wilhelmshaven fort. 2002 bis 2006 war sie Angestellte der AOK Niedersachsen in Oldenburg im Vertrieb und Marketing. Dort machte sie eine Ausbildung in der Bildungsstätte Neurolinguistisches Programmieren (NLP Master).
Von 2007 bis 2009 besuchte sie die Akademie für Arbeit und Politik der Universität Bremen. Die Schwerpunkte ihrer Arbeiten waren Ethno-Marketing, Neue Medien im Wandel, Soziales und Politik.
Anschließend studierte sie Gesundheitswissenschaften und Management mit den Schwerpunkten in Gesundheit, Betriebliches Gesundheitsmanagement Humangenetik und Prävention. Anschließend war sie an einem Forschungsprojekt im Bereich der Humangenetik beteiligt. Anschließend baute sie ehrenamtlich ein halbes Jahr lang die Informationshotline zur InfluenzaAH1N1 (Schweinegrippe) mit einem Team auf.
2011/12 war sie als Business Development Managerin bei der Firma Adler Solar beschäftigt und von 2012 bis Mitte 2014 geschäftsführende Gesellschafterin bei Unicon Energy Services. Nebenher hat sie sich auf das Thema Diversity Management im Sport spezialisiert.
2014 gründete sie mit Partnern ein Unternehmen und begann eine Tätigkeit als geschäftsführende Gesellschafterin bei der greenmobility nord GmbH.

### Politik
2006 wurde Çakici Mitglied der Partei Die Linke. Von 2007 bis 2011 war sie Mitglied der Bremischen Bürgerschaft und als Schriftführerin im Vorstand der Bürgerschaft sowie 2007/08 stellvertretende Vorsitzende.
Sie war vertreten in der Deputation für Sport, im Landesbeirat für Sport als Sportpolitische Sprecherin der Fraktion, im Landesjugendhilfeausschuss, in den Betriebsausschüssen KitTa Bremen, Geoinformationen und Bremer Bäder, der Deputation für Soziales, Jugend, Senioren und Ausländerintegration sowie später in den Ausschüssen für Bundes- und Europaangelegenheiten, internationale Kontakte und Entwicklungszusammenarbeit, zur Gleichstellung von Mann und Frau, für das Polizeigesetz, der Parlamentarischen Kontrollkommission und im Krankenhausausschuss.
Im November 2010 trat Çakici aus der Linkspartei aus und wurde Mitglied der SPD und der SPD-Bürgerschaftsfraktion. Inzwischen hat sie sich von allen öffentlichen Ämtern zurückgezogen.
Seit September 2017 ist sie Mitglied der SPD.